# Verwaltungsgemeinschaft Sandersdorf
In der Verwaltungsgemeinschaft Sandersdorf waren im sachsen-anhaltischen Landkreis Bitterfeld die Gemeinden Heideloh, Ramsin, Renneritz, Sandersdorf und Zscherndorf zusammengeschlossen. Der Verwaltungssitz befand sich in der Gemeinde Sandersdorf. Die Verwaltungsgemeinschaft wurde am 1. Juli 2004 aufgelöst, indem die Mitgliedsgemeinden zur Einheitsgemeinde Sandersdorf fusionierten, die bis zum 1. Juli 2009 Bestand hatte.